# Hoya burtoniae
Hoya burtoniae är en oleanderväxtart som beskrevs av Kloppenburg. Hoya burtoniae ingår i släktet Hoya och familjen oleanderväxter. Inga underarter finns listade i Catalogue of Life.